# Frederick Warde
Pour les articles homonymes, voir Warde.
Frederick Warde est un acteur anglais, né le 23 février 1851 à Wardington (Oxfordshire, Angleterre), mort le 7 février 1935 à New York — Quartier de Brooklyn — (État de New York).

## Filmographie partielle
- 1912 : Richard III d'André Calmettes et James Keane (en)
- 1916 : Silas Marner d'Ernest C. Warde
- 1916 : King Lear d'Ernest C. Warde : le roi Lear
- 1917 : The Vicar of Wakefield d'Ernest C. Warde
- 1917 : Hinton et Hinton (Hinton's Double) de Lloyd Lonergan et Ernest C. Warde
- 1917 : Les Feux de la jeunesse (The Fires of Youth) d'Émile Chautard
- 1917 : Sous de fausses couleurs (Under False Colors) d'Émile Chautard
- 1917 : Le Cœur d'Ezra Greer (The Heart of Ezra Greer) d'Émile Chautard
- 1918 : Rich Man, Poor Man de J. Searle Dawley
- 1925 : A Lover's Oath de Ferdinand P. Earle